# Hoplistomerus engeli
Hoplistomerus engeli är en tvåvingeart som först beskrevs av H. Oldroyd 1940.  Hoplistomerus engeli ingår i släktet Hoplistomerus och familjen rovflugor. Inga underarter finns listade i Catalogue of Life.